# Casa Museo Leonora Carrington
La Casa Museo Leonora Carrington, originalmente Casa Estudio o Casona Leonora Carrington, fue la residencia donde vivió la pintora surrealista y escritora inglesa nacionalizada mexicana Leonora Carrington. Está ubicada en Chihuahua 194, Roma Nte., Cuauhtémoc, Ciudad de México.
Fue restaurada a partir de 2018 con la finalidad de reconvertirla en museo gracias a la Universidad Autónoma Metropolitana (UAM). Debido a una disputa entre la UAM y su sindicato la casa permanece cerrada. La universidad afirma ahora que será un centro de investigación.
No debe confundirse con el Museo Leonora Carrington en San Luis Potosí y Xilitla.

## Historia
Leonora Carrington vivió en la misma casa durante más de 60 años, desde 1948 hasta su muerte, en 2011; un hogar de tres pisos en la calle Chihuahua de la colonia Roma, en la Ciudad de México. Allí creó casi todos sus escritos, esculturas y pinturas, además de criar a sus dos hijos y compartir su vida con su esposo, el fotógrafo húngaro Emérico Weisz.
En 2017, la Universidad Autónoma Metropolitana (UAM) adquirió la casa y al año siguiente comenzó a realizar las reparaciones necesarias para poder recibir turistas y albergar más de 8.000 objetos de la artista. Diez años después de la muerte de Carrington, en 2021, la casa estudio fue reconvertida en museo. Debido a una disputa entre la UAM y su sindicato la casa permanece cerrada, afirmando la primera que ahora será un centro de investigación.

## Galería de imágenes

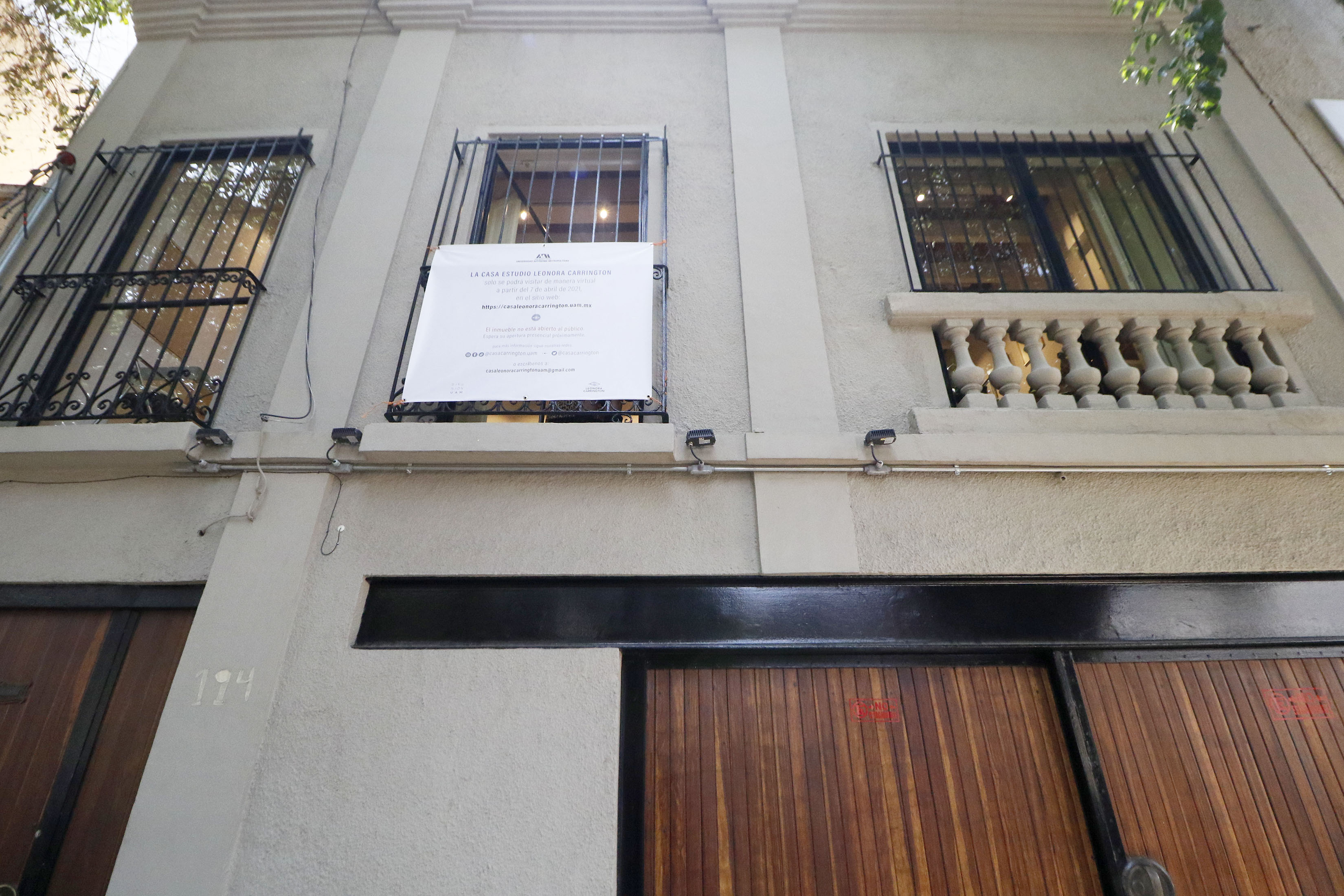
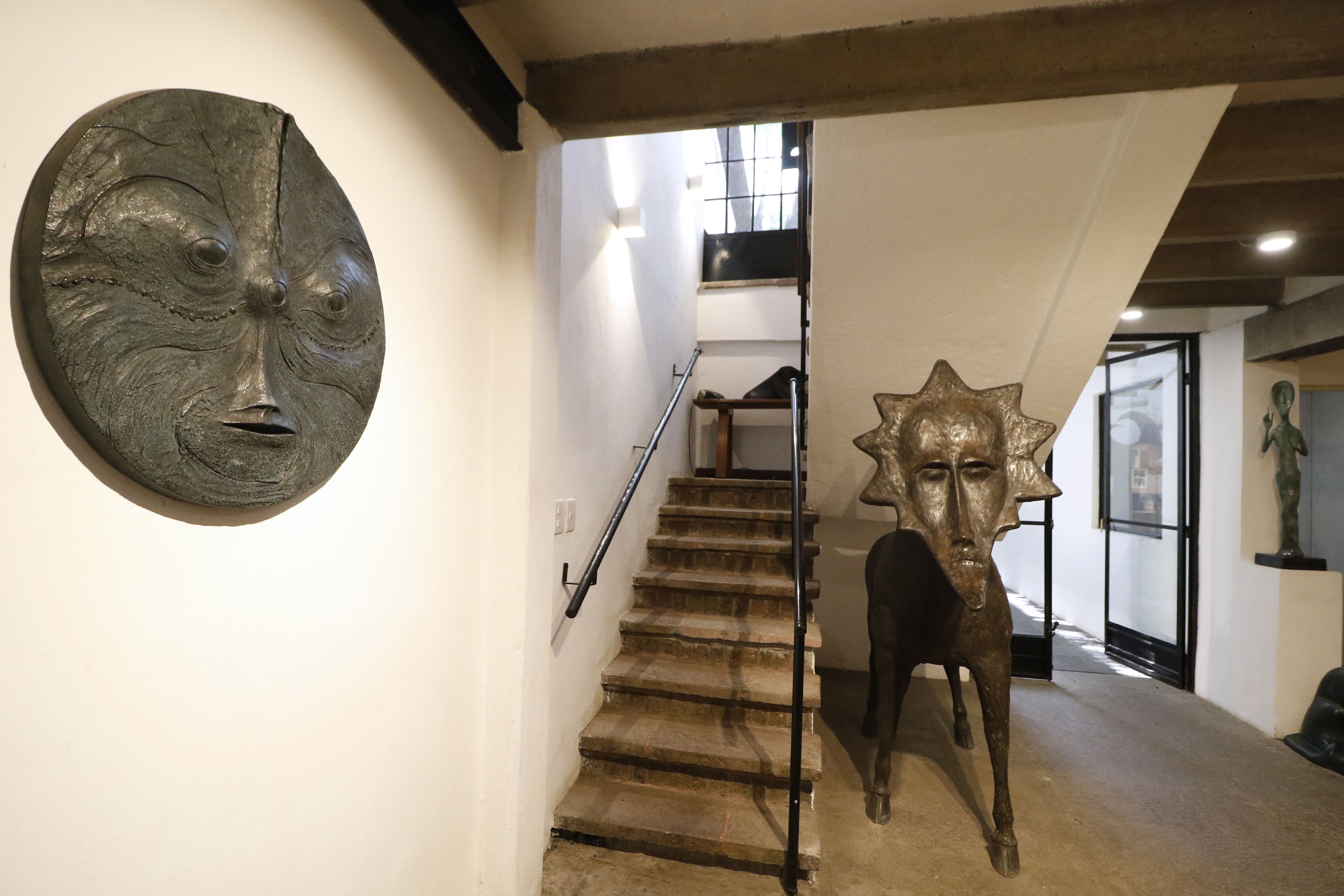
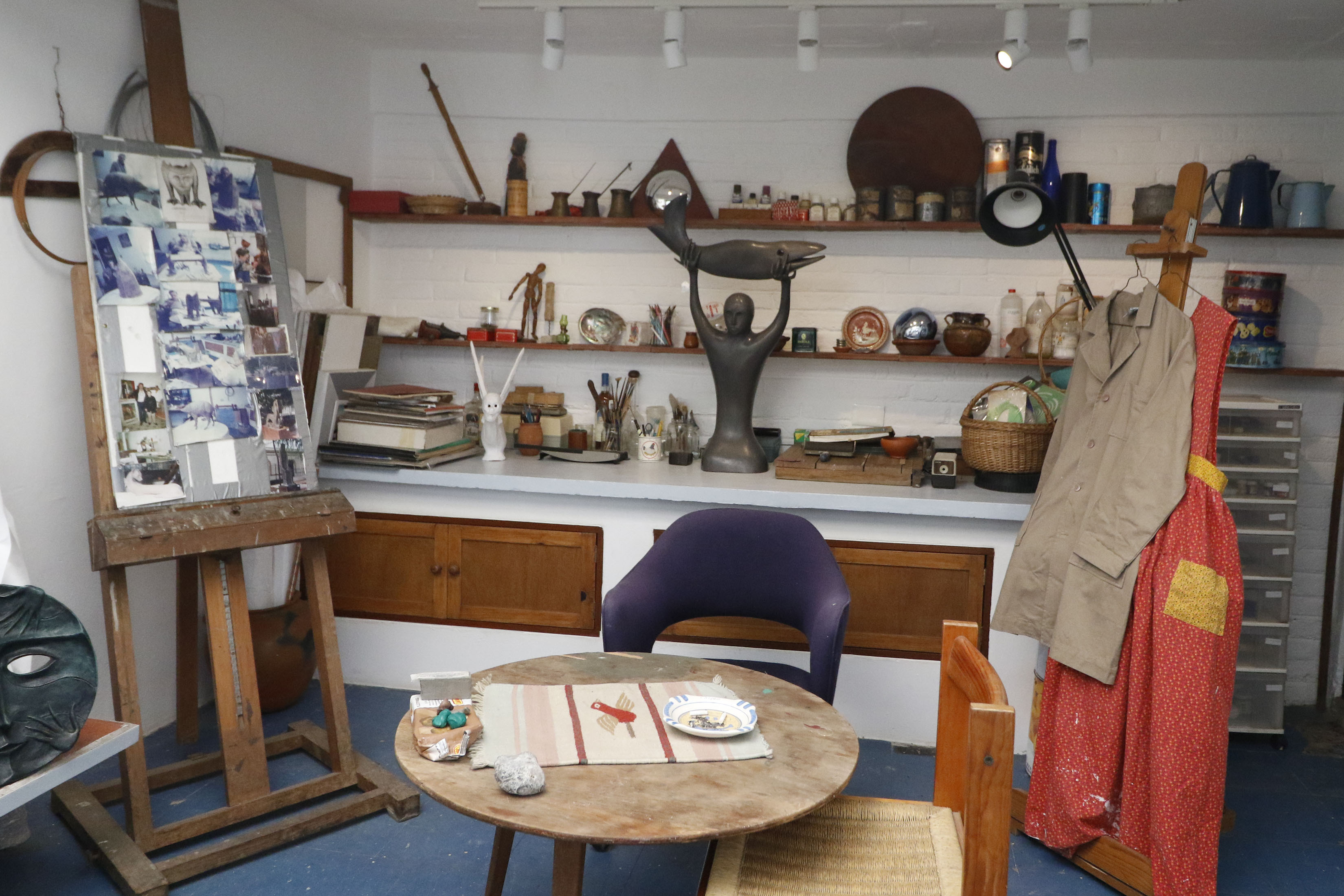
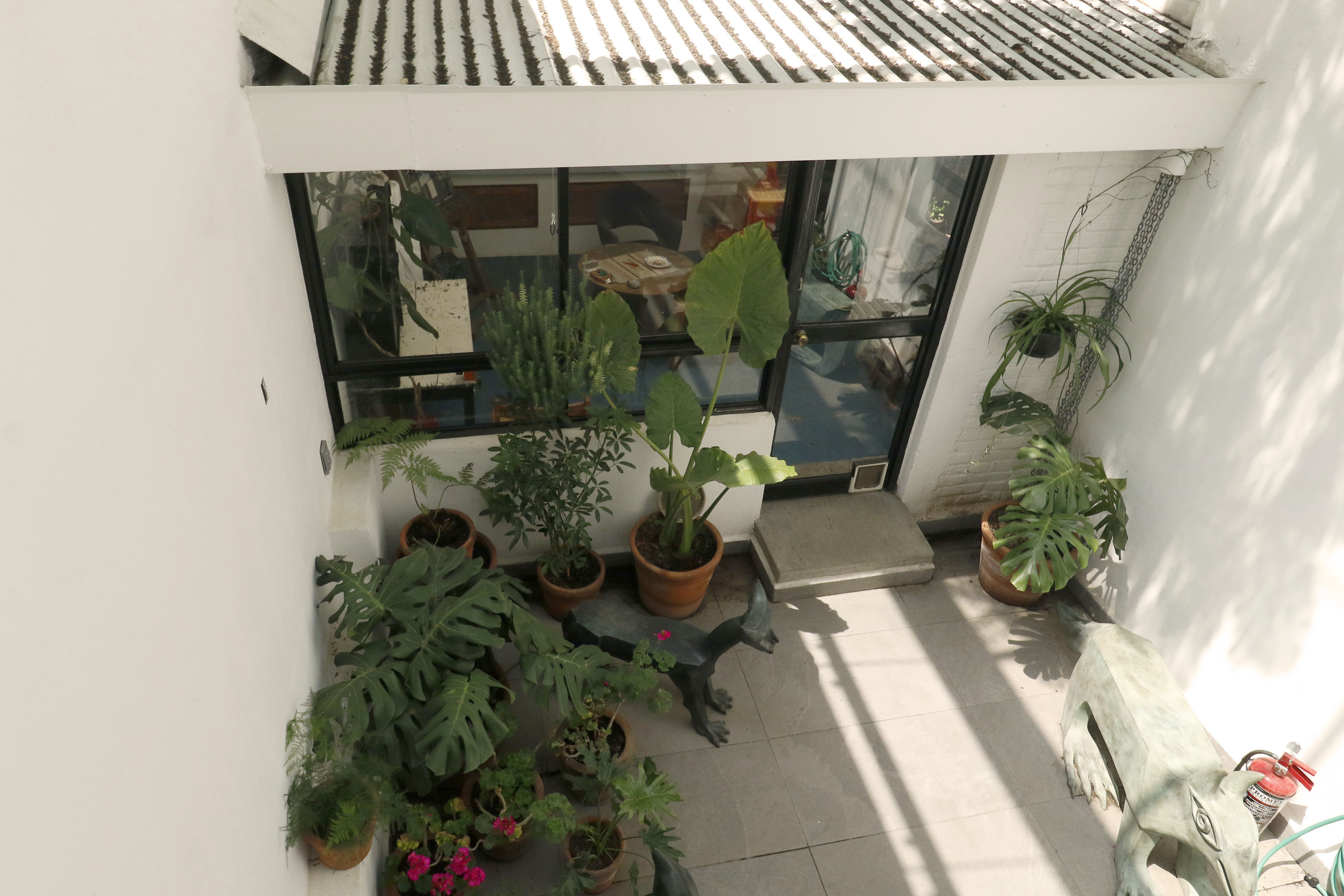
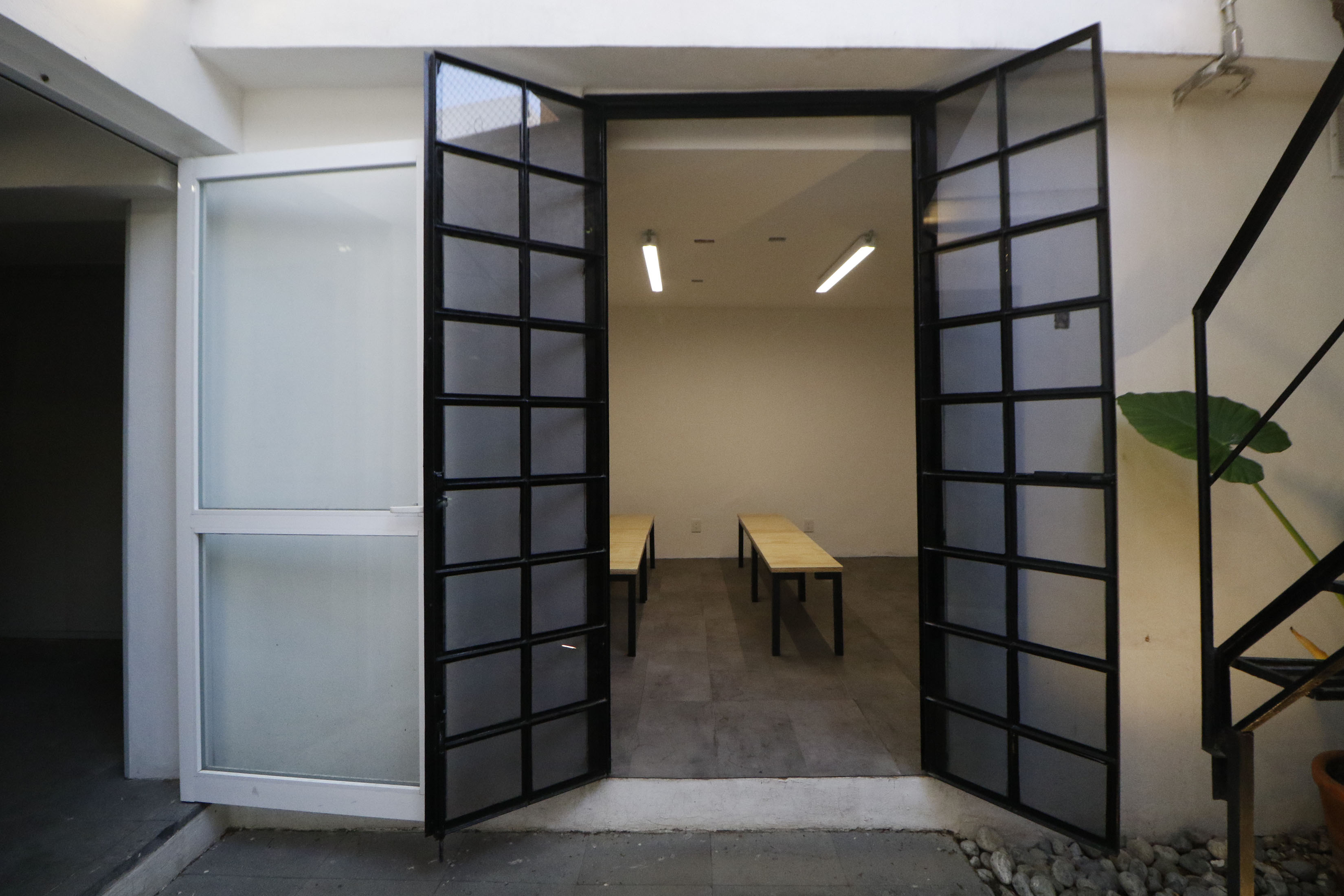
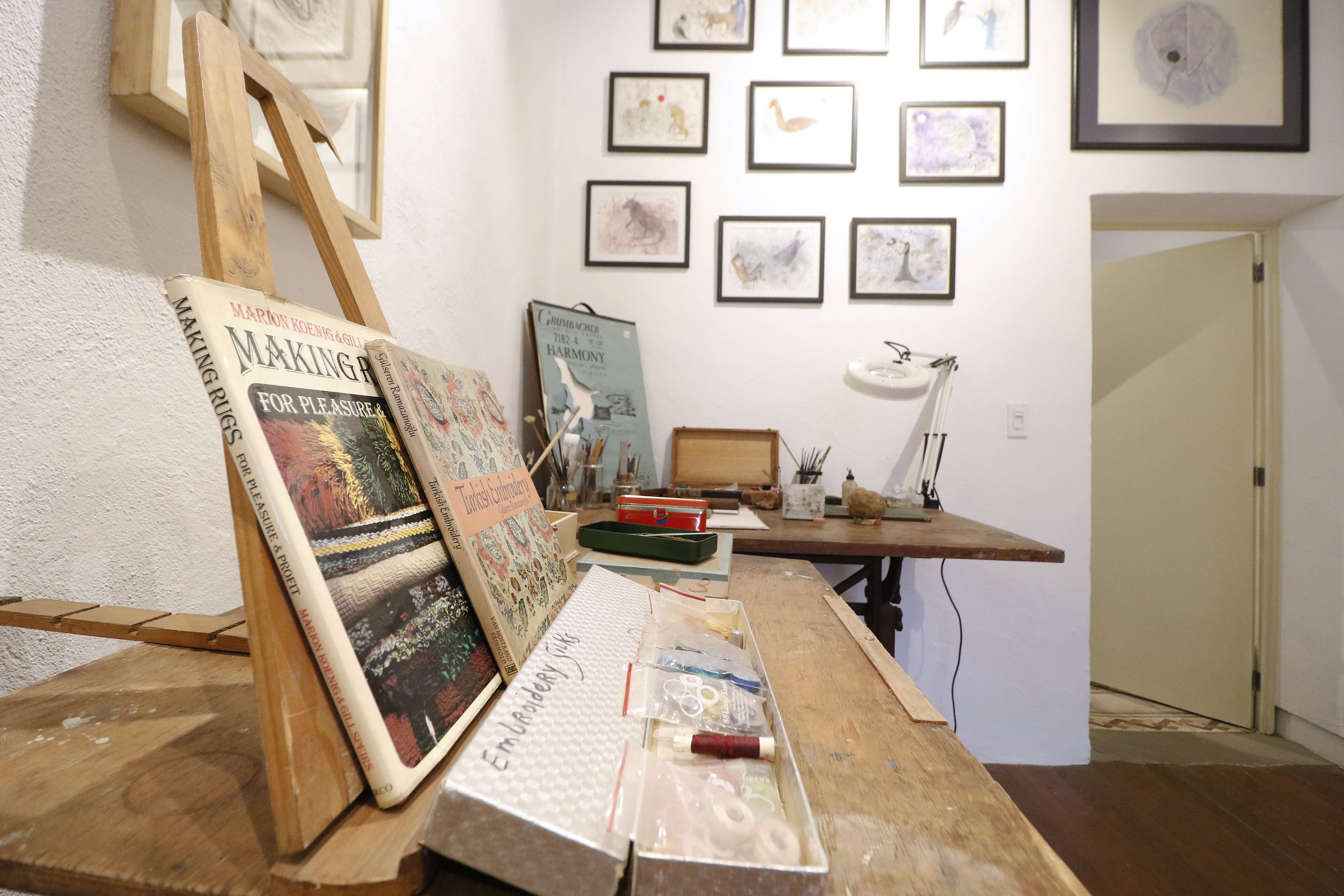